# Amt Niedeck

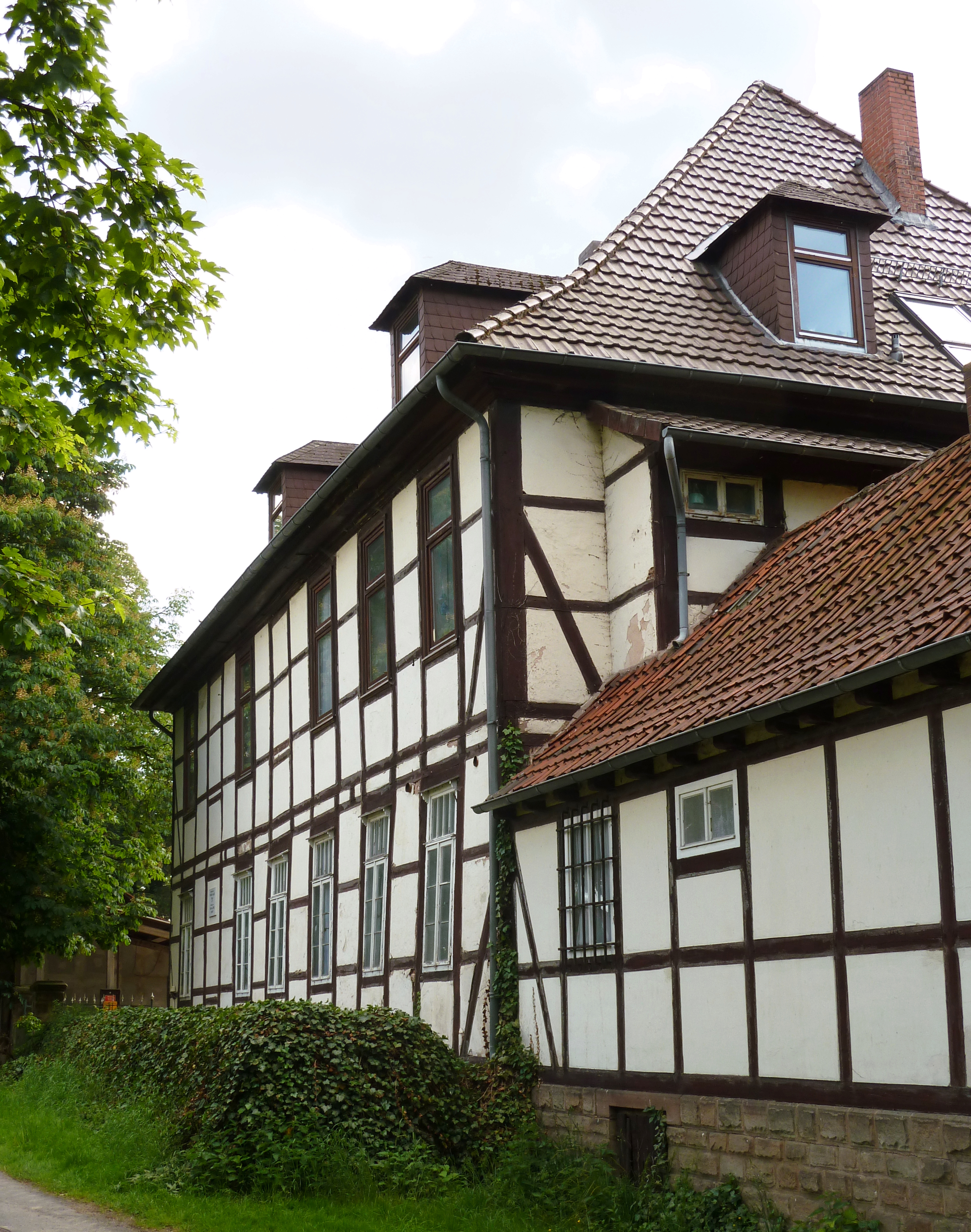
Amtshaus in Niedeck

Das Amt Niedeck war ein historisches Verwaltungsgebiet des Fürstentums Göttingen.

## Geschichte
Der Amtssprengel des Amts Niedeck geht auf den geschlossenen Gerichtsbezirk der Herren von Kerstlingerode rund um die 1363 bezeugte und im 17. Jahrhundert verfallene Burg Niedeck zurück. An die Stelle der aufgegebenen Höhenburg trat später eine Domäne. Weitere Amtsdörfer waren lediglich Groß und Klein Lengden. 1592 wurde das Amt durch die Welfen eingelöst. Ab 1777 wurde es gemeinsam mit dem Amt Reinhausen verwaltet und 1816 endgültig in dieses eingegliedert. Der ehemalige Amtshof bestand als Domäne Niedeck in Verwaltung der Domänenkammer Hannover fort und wurde als niedersächsisches Staatsgut 1961 aufgesiedelt.

## Amtmänner
- 1698–1721: Johann Georg Ostmann, erster hannoverscher Amtmann
- 1721–1756: Bernhard Philipp Ostmann
- 1756–1777: Johann Carl Leonhart (1720–1777), Amtmann, der Schwiegervater des Dichters Gottfried August Bürger
- 1778–1784: Georg Johann Christian von Ramdohr (1745–1805) als Amtsschreiber (2. Beamter), wohnte in Niedeck. Der Mitbewerber Bürger war nicht berücksichtigt worden. Im Übrigen wurde Niedeck bis 1797 in erster Linie vom Amt Reinhausen mitverwaltet.
- 1797–1818: Georg August Gabriel Heinsius (1747–1818), 1792 Amtsschreiber, 1798 Amtmann, wohnte in Niedeck